# Diócesis de Saint David's (antigua)
La diócesis de Saint David's (en latín: Dioecesis Menevensis, en inglés: Diocese of Saint David's y en galés: Esgobaeth Tyddewi) fue una circunscripción eclesiástica de la Iglesia católica en el Reino Unido. Se trataba de una diócesis latina, sufragánea de la arquidiócesis de Canterbury. Por el Acta de Supremacía del Parlamento de Inglaterra del 8 de mayo de 1559 fue convertida en la diócesis de Saint David's de la Iglesia de Inglaterra.

## Territorio y organización

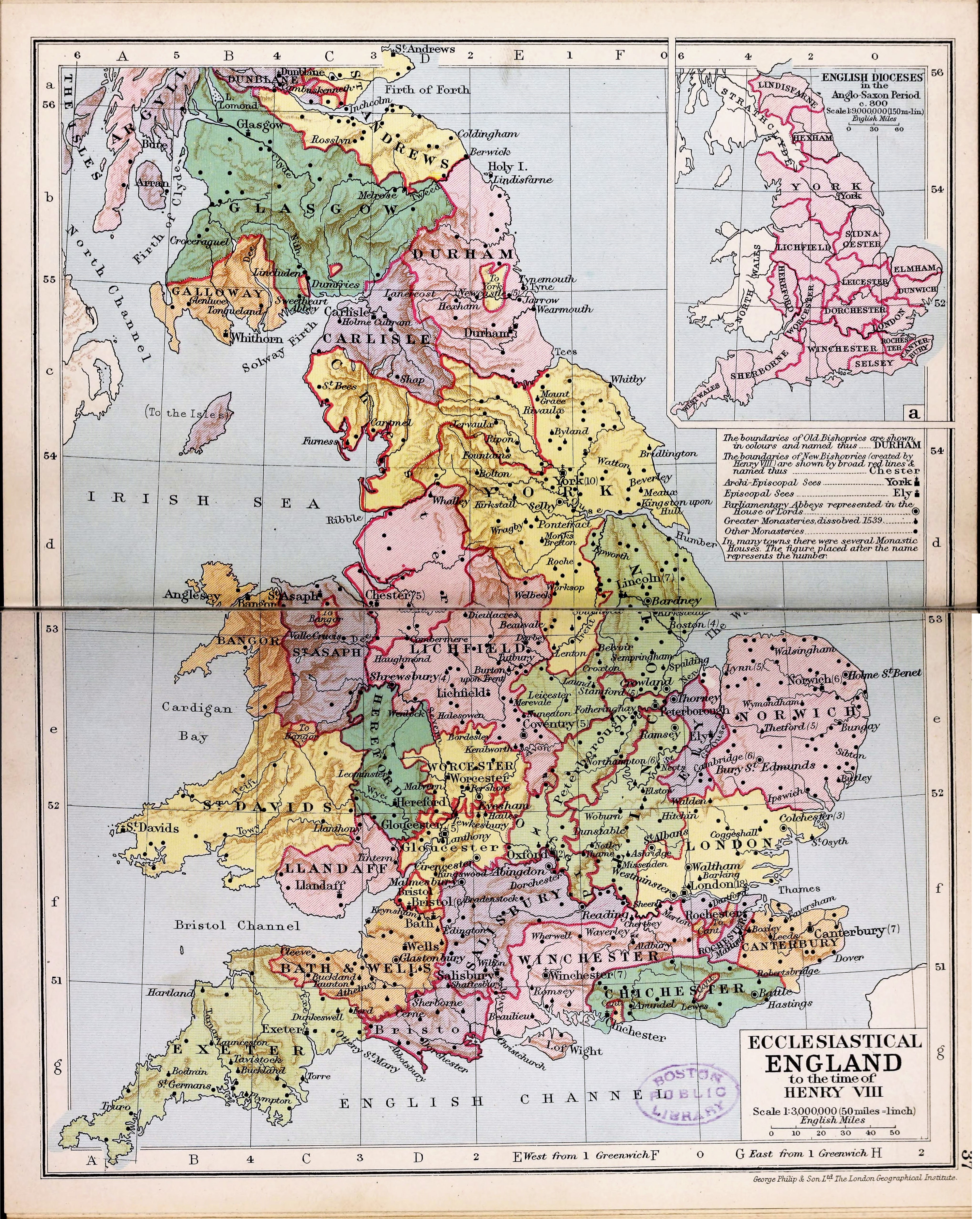
Mapa de las diócesis de Inglaterra

La diócesis extendía su jurisdicción sobre los fieles católicos de rito latino residentes en la región suroeste de Gales y abarcó los condados de Ceredigion, Carmarthenshire y Pembrokeshire, que originalmente constituían el antiguo Reino de Dyfed.
La sede de la diócesis se encontraba en la ciudad de Saint David's, en donde se halla la Catedral de San David, que desde la Reforma anglicana perteneció a la Iglesia de Inglaterra, y desde 1920 a la Iglesia de Gales.
La diócesis comprendía cuatro arcedianatos: St David's, Brecon, Cardigan y Carmarthen.

## Historia
Los orígenes de la diócesis son inciertos. Su fundación se atribuye al santo patrón de Gales, David, quien en el siglo VI fundó un monasterio en la localidad de Menevia, que hoy lleva su nombre. La diócesis se llamó en latín Menevensis, conservando este nombre incluso cuando la ciudad tomó el nombre de Saint David's.
El obispo Peter de Leia (1176-1198) inició la construcción de la catedral.

### Reforma anglicana
Luego de que el 23 de marzo de 1534 el papa Clemente VII excomulgara el rey Enrique VIII a causa de su divorcio de Catalina de Aragón, el 3 de noviembre de 1534 el Parlamento de Inglaterra aprobó el Acta de Supremacía de 1534
mediante la cual se declaraba que el rey era «only supreme head in earth of the Church of England, called Anglicana Ecclesia», acto formal mediante el cual la Iglesia católica de Inglaterra entraba en cisma con la Santa Sede, transformándose en una Iglesia nacional independiente. El 18 de diciembre de 1534 aprobó además la Ley de Traición que castigaba con la pena de muerte a quienes no aceptaran el Acta de Supremacía. El Parlamento de acuerdo con Enrique VIII emitió los Seis Artículos en agosto de 1539, por los que se mantuvo la liturgia católica-romana tradicional casi sin cambios en las doctrinas y prácticas de la nueva Iglesia nacional independiente de Inglaterra.
En la diócesis de Saint David's continuó como obispo católico Richard Rawlins hasta su fallecimiento el 18 de febrero de 1536. Luego fue nombrado el 10 de abril de 1536 el reformador William Barlow como obispo cismático sin requerir la aprobación papal.
Tras la muerte de Enrique VIII el 28 de enero de 1547 lo sucedió su hijo Eduardo VI. Durante su reinado la Iglesia de Inglaterra llegó a ser teológicamente protestante. En Saint David's el 3 de febrero de 1548 el obispo Barlow fue trasladado a Bath y Wells y en su lugar fue nombrado Robert Ferrar, consagrado el 9 de septiembre de 1548.
Tras la muerte de Eduardo VI el 6 de julio de 1553 ascendió al trono la católica María I Tudor, quien por ley del Parlamento del 12 de noviembre de 1554 derogó el Acta de Supremacía y luego se abolió toda la legislación religiosa aprobada contra el papado a partir de 1529. El obispo Robert Ferrar fue enviado a prisión de inmediato y sometido a juicio, destituido en marzo de 1554, fue quemado en la hoguera el 30 de marzo de 1555. El 1 de abril de 1554 fue consagrado el último obispo católico de Saint David's, Henry Morgan.
El 17 de noviembre de 1558 falleció la reina María y fue sucedida por Isabel I, quien con otra Acta de Supremacía del 8 de mayo de 1559 restauró la independencia de la Iglesia anglicana y rompió definitivamente con la Santa Sede. Desde entonces la diócesis de Saint David's es parte de la Iglesia de Inglaterra. En el verano boreal de 1559 el obispo Morgan fue destituido y falleció el 23 de diciembre de 1559. El 21 de enero de 1560 fue consagrado obispo Thomas Young, iniciando la lista de obispos anglicanos de la diócesis de  Saint David's, que desde 1920 pertenece a la Iglesia de Gales.
En 1895 se erigió una nueva diócesis de Menevia, que luego se unió en 2024 con la arquidiócesis de Cardiff para formar la arquidiócesis de Cardiff-Menevia.

## Episcopologio
- San David †
- Cynog †
- San Telio †
- San Ceneu †
- Morfael †
- Haernynin †
- Elwaed †
- Gurnuru †
- Llunwerth †
- Gwrgwst †
- Gwrgan †
- Clydog †
- Einion †
- Elfodd † (?-circa 809 falleció)
- Ethelman †
- Elaunc (Elane) †
- Maelsgwyd †

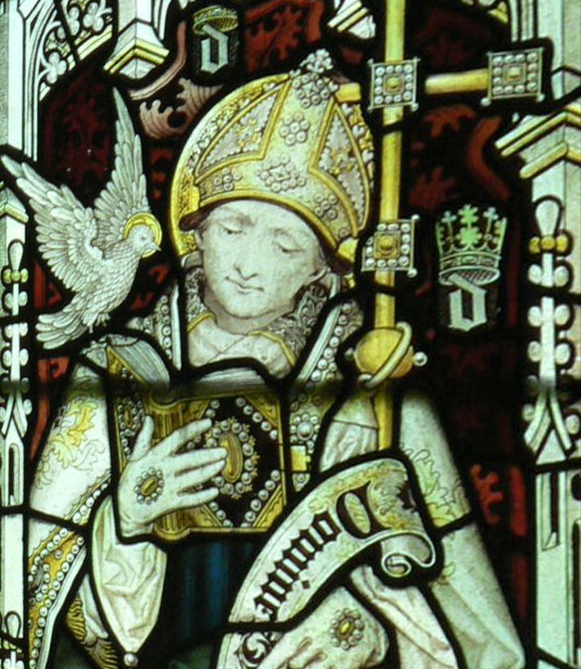
San David, legendario fundador de la diócesis

- Sadyrnfyw † (?-circa 831 falleció)
- Cadell †
- Sulhaithnay †
- Nobis (Novis) † (mitad del siglo IX)
- Idwal †
- Asser † (? nombrado obispo de Sherborne)
- Arthwael †
- Samson †
- Ruelin (Ruclinus) †
- Rhydderch †
- Elwyn †
- Llunwerth †
- Morleis † (?-945 falleció)
- Eufuris †
- Nathan †
- Argustel †
- Morgeneu † (?-998 falleció)
- Morgynyd † (?-1023 falleció)
- Erbin † (?-1039 falleció)
- Trahaearn † (?-1055 falleció)
- Joseph † (?-1063 falleció)
- Bleiddud † (?-1073 falleció)
- Sulien † (1073-1078 renunció)
- Abraham † (1078-1080 falleció)
- Sulien † (1079/1080-1085/1086 renunció) (por segunda vez)
- Rhygyfarch † (circa 1091-1096 falleció)[nota 1]
- Wilfrid † (?-1115 falleció)
- Bernard † (19 de septiembre de 1115 consagrado-1148 falleció)
- David FitzGerald † (19 de diciembre de 1148 consagrado-8 de mayo de 1176 falleció)
- Peter de Leia † (7 de noviembre de 1176 consagrado-16 de julio de 1198 falleció)
  - Gerald of Wales † (29 de junio de 1199-10 de noviembre de 1203 renunció) (obispo electo)
- Geoffrey de Henlaw † (7 de diciembre de 1203 consagrado-fines de 1214 falleció)
- Iorwerth † (21 de junio de 1215 consagrado-antes del 27 de enero de 1229 falleció)
- Anselm le Gros † (9 de febrero de 1231 consagrado-marzo de 1247 falleció)
- Thomas Wallensis † (26 de julio de 1248 consagrado-11 de julio de 1255 falleció)
- Richard de Carew † (12 de febrero de 1256-1 de abril de 1280 falleció)
- Thomas Bek † (6 de octubre de 1280 consagrado-14 de abril de 1292 falleció)
- David Martyn † (circa de mayo de 1296-9 de marzo de 1328 falleció)
- Henry de Gower † (12 de junio de 1328 consagrado-antes del 4 de mayo de 1347 falleció)
- John Thoresby † (23 de mayo de 1347-4 de septiembre de 1349 nombrado obispo de Worcester)
- Reginald Brian † (11 de septiembre de 1349-22 de octubre de 1352 nombrado obispo de Worcester)
- Thomas Fastolf † (22 de octubre de 1352-19 de junio de 1361 falleció)
- Adam Houghton † (20 de septiembre de 1361-13 de febrero de 1389 falleció)
- John Gilbert, O.P. † (22 de mayo de 1389-28 de julio de 1397 falleció)
- Guy Mone † (30 de agosto de 1397-31 de agosto de 1407 falleció)
- Henry Chichele † (4 de octubre de 1407-27 de abril de 1414 nombrado arzobispo de Canterbury)
- John Catterick † (27 de abril de 1414-1 de febrero de 1415 nombrado obispo de Coventry y Lichfield)
- Stephen Patrington, O.Carm. † (1 de febrero de 1415-15 de diciembre de 1417 nombrado obispo de Chichester)
- Benedict Nichols † (15 de diciembre de 1417-25 de junio de 1433 falleció)
- Thomas Rodburn † (5 de octubre de 1433-antes del 27 de junio de 1442 falleció)
- William Lyndwood † (27 de junio de 1442-21 de octubre de 1446 falleció)
- John Langton † (23 de enero de 1447-22 de mayo de 1447 falleció)
- John De la Bere † (20 de septiembre de 1447-23 de julio de 1460 renunció)
- Robert Tully † (11 de agosto de 1460-antes del 26 de febrero de 1482 falleció)
- Richard Martin † (26 de abril de 1482-25 de marzo de 1483 falleció)
- Thomas Langton † (4 de julio de 1483-9 de febrero de 1485 nombrado obispo de Salisbury)
- Hugh Pavy † (16 de mayo de 1485-mayo/agosto de 1496 falleció)
- John Morgan † (3 de agosto de 1496-abril o mayo de 1504 falleció)
- Robert Sherborne † (5 de enero de 1507-18 de septiembre de 1508 nombrado obispo de Chichester)
- Edward Vaughan † (13 de junio de 1509-noviembre de 1522 falleció)
- Richard Rawlins † (11 de marzo de 1523-18 de febrero de 1536 falleció)
  - William Barlow (10 de abril de 1536-3 de febrero de 1548 nombrado obispo de Bath y Wells) (obispo cismático anglicano)
  - Robert Ferrar (9 de septiembre de 1548-marzo de 1554 destituido) (obispo cismático anglicano)
- Henry Morgan † (6 de julio de 1554-verano boreal de 1559 destituido)[nota 2]